# John Pellew

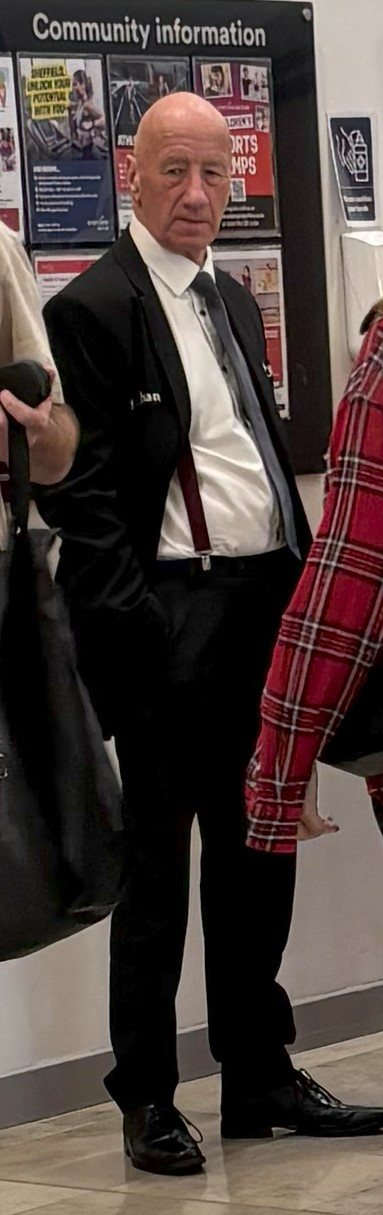
John Pellew im Jahr 2025

John Pellew (* 30. Januar 1955) ist ein walisischer Schiedsrichter der Billardvariante Snooker.

## Leben
John Pellew ist seit seinem 15. Lebensjahr selber aktiver Snookerspieler, mit einem Topbreak von 68. Er erhielt 2002 den Grade III Referee und 2004 den Grade II Referee. Seit 2005 ist er als Schiedsrichter im Profibereich tätig. Er leitete bislang 5 Maximum Breaks bei Profiturnieren und zwei Finals von Ranglistenturnieren.

## Geleitete Finale
(Stand: April 2025)

### Ranglistenturniere
- Championship League 2022
- Welsh Open 2023

### Amateurturniere
- EBSA-Snookereuropameisterschaft 2017